# Copa América 1955
De Copa América 1955 (eigenlijk Zuid-Amerikaans voetbalkampioenschap 1955, want de naam wordt pas gedragen vanaf 1975) was een toernooi gehouden in Chili van 27 februari tot 30 maart 1955.
De deelnemende landen waren Argentinië, Chili, Ecuador, Paraguay, Peru, Uruguay.
Brazilië, Colombia en Bolivia trokken zich terug.

## Deelnemende landen
| Land         | Aantal deelnames | Huidig aantal deelnames op rij | Vorige deelname |
| ------------ | ---------------- | ------------------------------ | --------------- |
| Argentinië   | 20ste            | 1                              | 1947            |
| Chili (g)    | 18de             | 11                             | 1953            |
| Ecuador      | 8ste             | 4                              | 1953            |
| Paraguay (t) | 15de             | 5                              | 1953            |
| Peru         | 11de             | 4                              | 1953            |
| Uruguay      | 22de             | 14                             | 1953            |

- (g) = gastland
- (t) = titelverdediger

## Stadion
| Santiago                            | · Santiago |
| Estadio Nacional Capaciteit: 70.000 | · Santiago |
|                                     | · Santiago |

## Scheidsrechters
De organisatie nodigde in totaal vijf scheidsrechters uit voor vijftien duels. Tussen haakjes staat het aantal gefloten duels tijdens de Copa América 1955.

## Eindstand
| Land       | Wed | Win | Gel | Ver | DV | DT | +/− | Pnt |
| ---------- | --- | --- | --- | --- | -- | -- | --- | --- |
| Argentinië | 5   | 4   | 1   | 0   | 18 | 6  | +12 | 9   |
| Chili      | 5   | 3   | 1   | 1   | 19 | 8  | +11 | 7   |
| Peru       | 5   | 2   | 2   | 1   | 13 | 11 | +2  | 6   |
| Uruguay    | 5   | 2   | 1   | 2   | 12 | 12 | 0   | 5   |
| Paraguay   | 5   | 1   | 1   | 3   | 7  | 14 | –7  | 3   |
| Ecuador    | 5   | 0   | 0   | 5   | 4  | 22 | –18 | 0   |

## Wedstrijden
Elk land speelde één keer tegen elk ander land. De puntenverdeling was als volgt:
- Twee punten voor winst
- Eén punt voor gelijkspel
- Nul punten voor verlies

|                                     |                                                                                             |       |                            |                                                                                      |
| 27 februari 1955 «onderlinge duels» | Chili                                                                                       | 7 – 1 | Ecuador                    | Estadio Nacional, Santiago Toeschouwers: 40.000 Scheidsrechter: Washington Rodríguez |
| 27 februari 1955 «onderlinge duels» | Enrique Hormazábal 27', 47', 53' Díaz Zambrano 31', 35' René Meléndez 33' Jorge Robledo 55' |       | Washington Villacreses 64' | Estadio Nacional, Santiago Toeschouwers: 40.000 Scheidsrechter: Washington Rodríguez |

|                                 |                                                           |       |                                                             |                                                                               |
| 2 maart 1955 «onderlinge duels» | Argentinië                                                | 5 – 3 | Paraguay                                                    | Estadio Nacional, Santiago Toeschouwers: 35.000 Scheidsrechter: Carlos Robles |
| 2 maart 1955 «onderlinge duels» | Rodolfo Micheli 5', 18' (pen.), 64', 83' José Borello 74' |       | Máximo Rolón 13' Eulogio Martínez 47' Salvador Villalba 89' | Estadio Nacional, Santiago Toeschouwers: 35.000 Scheidsrechter: Carlos Robles |

|                                 |                                                                                 |       |                                                                                           |                                                                             |
| 6 maart 1955 «onderlinge duels» | Chili                                                                           | 5 – 4 | Peru                                                                                      | Estadio Nacional, Santiago Toeschouwers: 50.000 Scheidsrechter: Harry Dykes |
| 6 maart 1955 «onderlinge duels» | Manuel Muñoz 9' Jorge Robledo 13', 57' Enrique Hormazábal 52' Ramírez Banda 84' |       | Félix Castillo 35' Guillermo Barbadillo 62' Cornelio Heredia 63' (pen.) Gómez Sánchez 83' | Estadio Nacional, Santiago Toeschouwers: 50.000 Scheidsrechter: Harry Dykes |

|                                 |                                                           |       |                  |                                                                                   |
| 9 maart 1955 «onderlinge duels» | Uruguay                                                   | 3 – 1 | Paraguay         | Estadio Nacional, Santiago Toeschouwers: 48.000 Scheidsrechter: Juan Regis Brozzi |
| 9 maart 1955 «onderlinge duels» | Carlos Borges 2' Julio Abbadie 5' Óscar Míguez 86' (pen.) |       | Máximo Rolón 23' | Estadio Nacional, Santiago Toeschouwers: 48.000 Scheidsrechter: Juan Regis Brozzi |

|                                 |                                                                             |       |         |                                                                               |
| 9 maart 1955 «onderlinge duels» | Argentinië                                                                  | 4 – 0 | Ecuador | Estadio Nacional, Santiago Toeschouwers: 40.000 Scheidsrechter: Carlos Robles |
| 9 maart 1955 «onderlinge duels» | Ricardo Bonelli 11' Ernesto Grillo 24' Rodolfo Micheli 28' José Borello 71' |       |         | Estadio Nacional, Santiago Toeschouwers: 40.000 Scheidsrechter: Carlos Robles |

|                                  |                                                                 |       |                        |                                                                               |
| 13 maart 1955 «onderlinge duels» | Peru                                                            | 4 – 2 | Ecuador                | Estadio Nacional, Santiago Toeschouwers: 50.000 Scheidsrechter: Carlos Robles |
| 13 maart 1955 «onderlinge duels» | Gómez Sánchez 11', 15' Honorato Gonzabay 29' (e.d.), 88' (e.d.) |       | Isidro Matute 34', 61' | Estadio Nacional, Santiago Toeschouwers: 50.000 Scheidsrechter: Carlos Robles |

|                                  |                                         |       |                         |                                                                                   |
| 13 maart 1955 «onderlinge duels» | Chili                                   | 2 – 2 | Uruguay                 | Estadio Nacional, Santiago Toeschouwers: 50.000 Scheidsrechter: Juan Regis Brozzi |
| 13 maart 1955 «onderlinge duels» | Manuel Muñoz 30' Enrique Hormazábal 72' |       | Américo Galván 24', 41' | Estadio Nacional, Santiago Toeschouwers: 50.000 Scheidsrechter: Juan Regis Brozzi |

|                                  |                              |       |         |                                                                               |
| 18 maart 1955 «onderlinge duels» | Paraguay                     | 2 – 0 | Ecuador | Estadio Nacional, Santiago Toeschouwers: 35.000 Scheidsrechter: Carlos Robles |
| 18 maart 1955 «onderlinge duels» | Máximo Rolón 16', 32' (pen.) |       |         | Estadio Nacional, Santiago Toeschouwers: 35.000 Scheidsrechter: Carlos Robles |

|                                  |                                        |       |                        |                                                                                      |
| 18 maart 1955 «onderlinge duels» | Argentinië                             | 2 – 2 | Peru                   | Estadio Nacional, Santiago Toeschouwers: 23.000 Scheidsrechter: Washington Rodríguez |
| 18 maart 1955 «onderlinge duels» | Ernesto Grillo 7' Carlos Cecconato 41' |       | Gómez Sánchez 23', 57' | Estadio Nacional, Santiago Toeschouwers: 23.000 Scheidsrechter: Washington Rodríguez |

|                                  |                                                                     |       |          |                                                                                      |
| 20 maart 1955 «onderlinge duels» | Chili                                                               | 5 – 0 | Paraguay | Estadio Nacional, Santiago Toeschouwers: 55.000 Scheidsrechter: Washington Rodríguez |
| 20 maart 1955 «onderlinge duels» | René Meléndez 10', 52' Manuel Muñoz 77', 79' Enrique Hormazábal 82' |       |          | Estadio Nacional, Santiago Toeschouwers: 55.000 Scheidsrechter: Washington Rodríguez |

|                                  |                   |       |                  |                                                                                   |
| 23 maart 1955 «onderlinge duels» | Peru              | 1 – 1 | Paraguay         | Estadio Nacional, Santiago Toeschouwers: 25.000 Scheidsrechter: Juan Regis Brozzi |
| 23 maart 1955 «onderlinge duels» | Alberto Terry 33' |       | Máximo Rolón 65' | Estadio Nacional, Santiago Toeschouwers: 25.000 Scheidsrechter: Juan Regis Brozzi |

|                                  |                                                                           |       |                   |                                                                                  |
| 23 maart 1955 «onderlinge duels» | Uruguay                                                                   | 5 – 1 | Ecuador           | Estadio Nacional, Santiago Toeschouwers: 25.000 Scheidsrechter: Roberto González |
| 23 maart 1955 «onderlinge duels» | Américo Galván 4' Óscar Míguez 12' Julio Abbadie 26', 80' Julio Pérez 54' |       | Isidro Matute 36' | Estadio Nacional, Santiago Toeschouwers: 25.000 Scheidsrechter: Roberto González |

|                                  |                                                                       |       |                  |                                                                               |
| 27 maart 1955 «onderlinge duels» | Argentinië                                                            | 6 – 1 | Uruguay          | Estadio Nacional, Santiago Toeschouwers: 35.000 Scheidsrechter: Carlos Robles |
| 27 maart 1955 «onderlinge duels» | Rodolfo Micheli 37', 61' Ángel Labruna 39', 71', 87' José Borello 76' |       | Óscar Míguez 32' | Estadio Nacional, Santiago Toeschouwers: 35.000 Scheidsrechter: Carlos Robles |

|                                  |                                        |       |                  |                                                                               |
| 30 maart 1955 «onderlinge duels» | Peru                                   | 2 – 1 | Uruguay          | Estadio Nacional, Santiago Toeschouwers: 65.000 Scheidsrechter: Carlos Robles |
| 30 maart 1955 «onderlinge duels» | Roberto Castillo 11' Gómez Sánchez 68' |       | Walter Morel 72' | Estadio Nacional, Santiago Toeschouwers: 65.000 Scheidsrechter: Carlos Robles |

|                                  |                     |       |       |                                                                                      |
| 30 maart 1955 «onderlinge duels» | Argentinië          | 1 – 0 | Chili | Estadio Nacional, Santiago Toeschouwers: 65.000 Scheidsrechter: Washington Rodríguez |
| 30 maart 1955 «onderlinge duels» | Rodolfo Micheli 59' |       |       | Estadio Nacional, Santiago Toeschouwers: 65.000 Scheidsrechter: Washington Rodríguez |

|                       |
| Vlag van Argentinië   |
| ARGENTINIË 10de titel |

## Doelpuntenmakers
8 doelpunten
- Rodolfo Micheli

6 doelpunten
- Enrique Hormazabal
- Gómez Sánchez

5 doelpunten
- Maximo Rolón

4 doelpunten
- Manuel Muñoz

3 doelpunten
- José Borello
- Ángel Labruna
- Jorge Robledo

- René Meléndez
- Isidro Matute
- Julio Abbadie

- Américo Galván
- Óscar Míguez

2 doelpunten
- Ernesto Grillo
- Díaz Zambrano

1 doelpunt
- Ricardo Bonelli
- Carlos Cecconato
- Ramírez Banda
- Washington Villacreses
- Eulogio Martínez

- Salvador Villalba
- Guillermo Barbadillo
- Félix Castillo
- Cornelio Heredia
- Roberto Castillo

- Alberto Terry
- Carlos Borges
- Julio Pérez
- Walter Morel

Eigen doelpunten
2– Honorato Gonzabay (2 keer tegen Peru)
1916 · 
1917 · 
1919 · 
1920 · 
1921 · 
1922 · 
1923 · 
1924 · 
1925 · 
1926 · 
1927 · 
1929 · 
1935 · 
1937 · 
1939 · 
1941 · 
1942 · 
1945 · 
1946 · 
1947 · 
1949 · 
1953 · 
1955 · 
1956 · 
1957 · 
1959 · 
1959 · 
1963 · 
1967 · 
1975 · 
1979 · 
1983 · 
1987 · 
1989 · 
1991 · 
1993 · 
1995 · 
1997 · 
1999 · 
2001 · 
2004 · 
2007 · 
2011 · 
2015 · 
2016 ·
2019 ·
2021 ·
2024